# Rösche

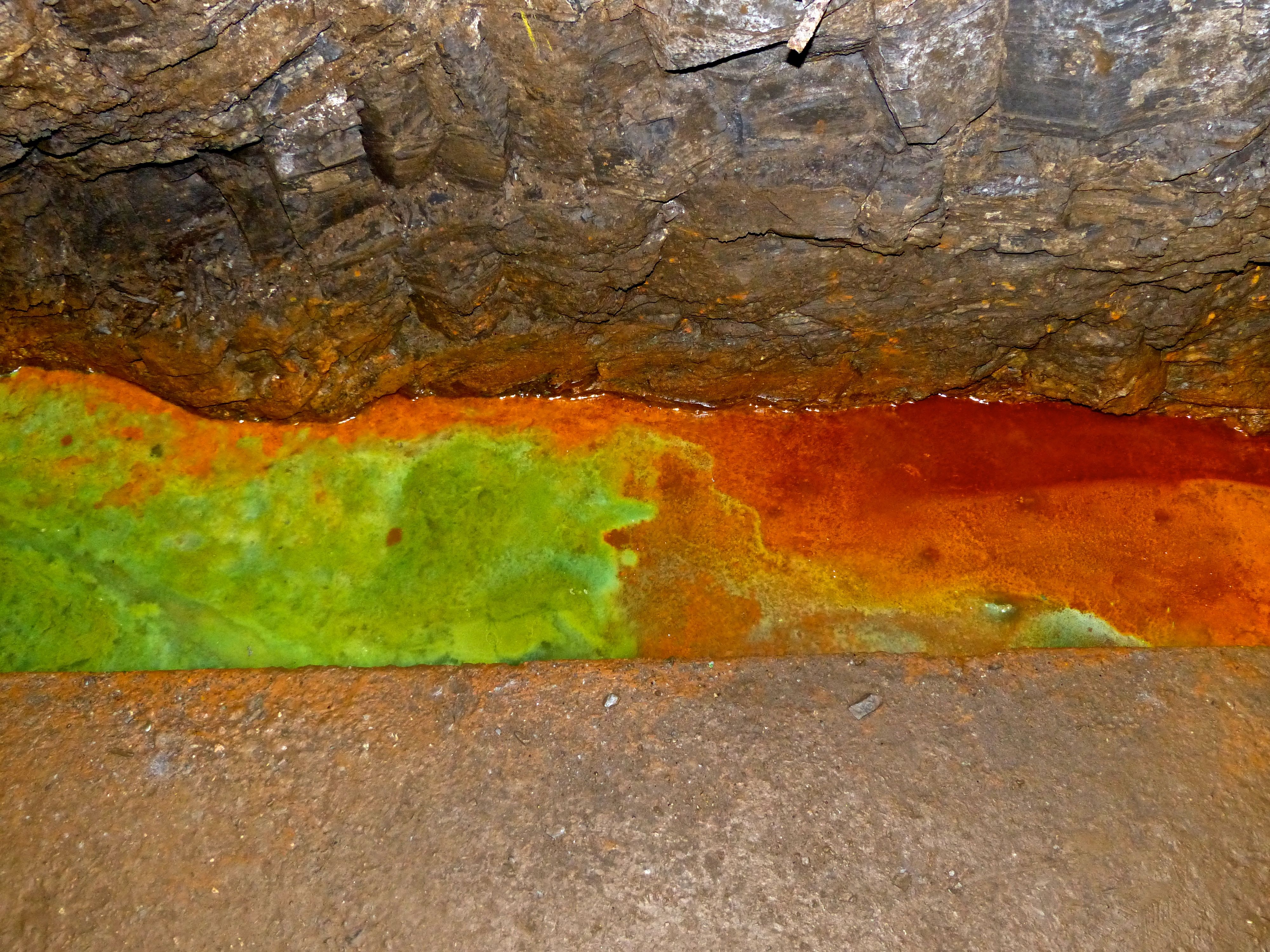
Kupfer- und eisenhaltige Wasserseige im Kilianstollen in Marsberg

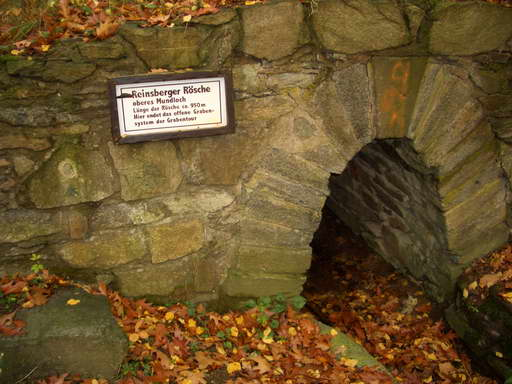
Oberes Mundloch der Reinsberger Rösche

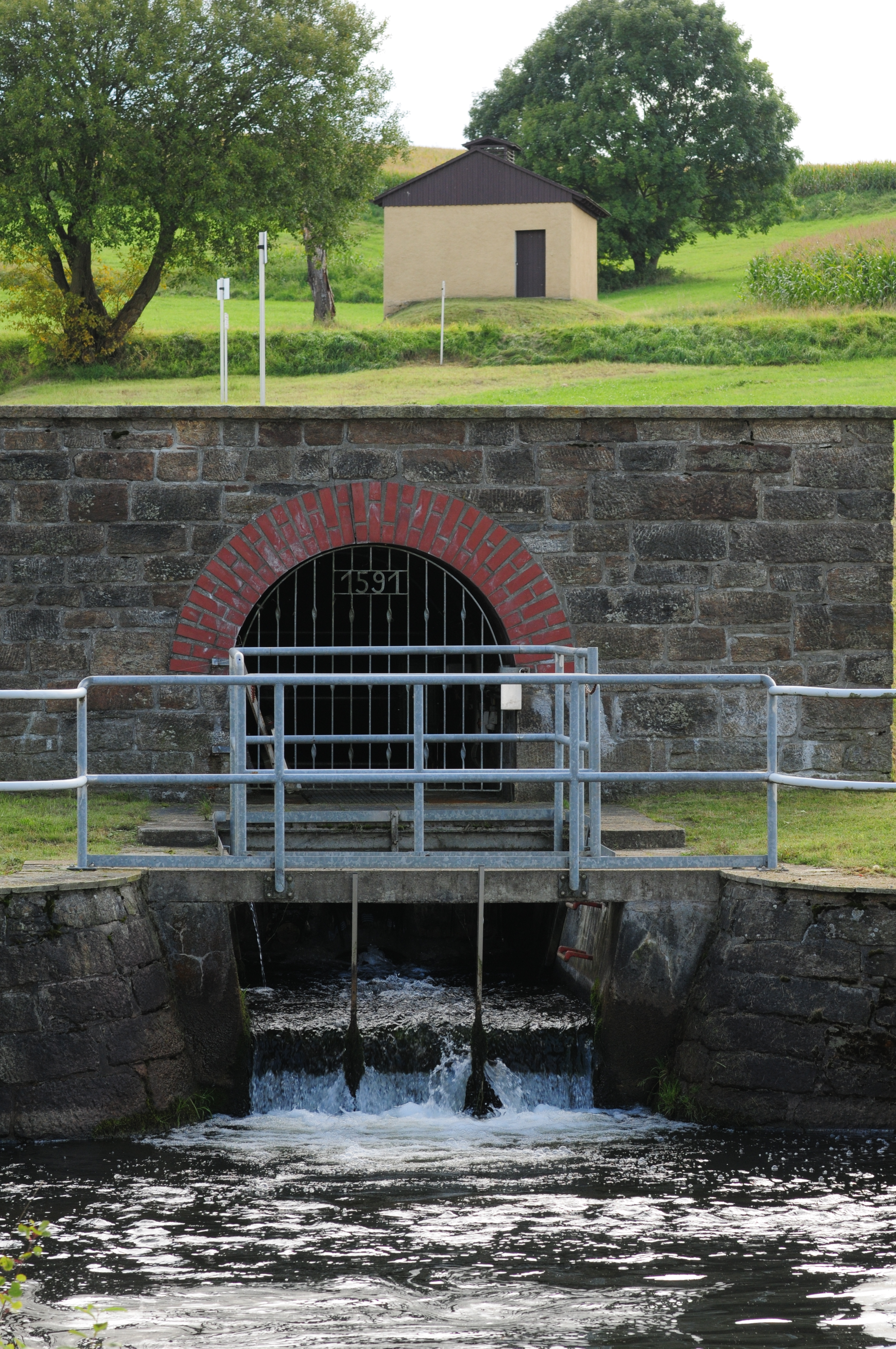
Röschenmundloch am Oberen Großhartmannsdorfer Teich

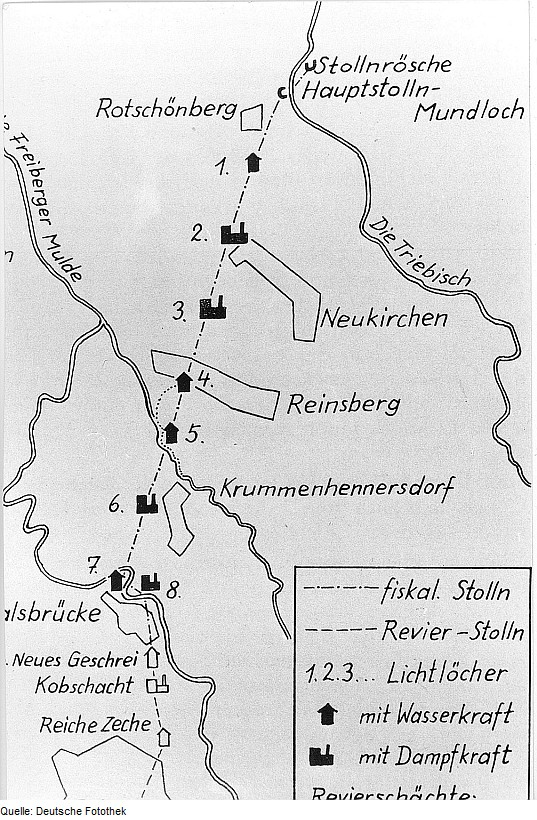
Plan des Rothschönberger Entwässerungsstollens mit der Triebisch-Rösche und beiden Mundlöchern

Als Rösche wird im Bergbau unter anderem die Wasserseige, eine Rinne zur Wasserableitung im unteren Bereich des Stollens, bezeichnet. Zum Freihalten des eigentlichen Stollenmundlochs und zum Schutz vor Rückstauungen wurden die Röschen in manchen Fällen bis unterhalb des Mundlochs verlängert oder bei größeren Entfernungen bis zum nächsten Bach- oder Flusslauf unterirdisch fortgeführt. Ein Beispiel hierfür ist der Rothschönberger Stolln, dessen klassizistisches Hauptstollenmundloch im Tal der Triebisch heute nicht mehr als Wasserauslass dient. Der Stollen wurde durch die Triebisch-Rösche verlängert bis zu einem tiefer gelegenen zweiten Austritt ebenfalls im Tal der Triebisch. Dazu unterquert diese Abfallrösche, die Triebisch-Rösche, einmal das Tal des Flusses Triebisch. Das Mundloch der Triebisch-Rösche wurde in eine kleine Seitenschlucht des Triebischtales gelegt und steht schräg zur Flussrichtung der Triebisch, um offenbar eine Zuspülung des Mundloches bei Hochwasser der Triebisch zu verhindern.
Im Unterschied dazu bezeichnet der Begriff Rösche auch Grubenbaue, durch die Aufschlagwasser für Kunstgezeuge in die Grube hinein (Aufschlagrösche) oder aus der Grube heraus (Abfallrösche) geleitet wird. Aufschlagröschen besitzen im Unterschied zu Stollen ein leichtes Gefälle zur Grube hin.
Ebenfalls als Rösche werden im Bergbau tunnelartige Bauwerke als Teil von Kunstgraben-Systemen bezeichnet. Hierbei handelt es sich allerdings nicht um Grubenbaue. Im Oberharz werden sie Wasserlauf genannt.
Eine Aussparung im Versatz für den Abzug der Wetter im Bergwerk wird als Wetter-Rösche bezeichnet.